# 乳暈
人類的乳暈（英語：areola）是乳房上乳頭周圍的色素區。 乳暈是人體上的一個小而呈圓形的（皮膚表層）區域，與其周圍組織不同，也與其他小圓形區域，例如皮膚發炎區域不同。
成熟女性的乳頭有幾個小開口，這些開口圍繞著泌乳管的尖端呈放射狀排列，在哺乳期間，乳汁從這些開口中釋放出來。 乳暈中的其他小開口是皮脂腺，在此稱作乳暈腺（英語：Areolar gland 或 Glands of Montgomery），會製造油性分泌物以潤滑乳頭。

## 大小及形狀
乳暈大小及形狀因人而異，性成熟婦女的乳暈一般比男性及青春期前的少女大；人類的乳暈形狀大部分為圓形，但亦有橢圓形的例子。
大多數男性乳暈的直徑約為25mm（1吋]，而性成熟婦女乳暈的直徑一般平均為30mm（1-3/8吋），甚至可达到100mm（4吋）或以上，哺乳期間或較為豐滿的乳房的乳暈可能會相對的更大。乳暈特殊構造真皮的功能是保護乳房皮膚，避免摩擦、開裂或刺激。嬰兒在含乳時可能會使乳頭或乳暈受傷。
依照描述女性身體發育的坦納分期，階段三的乳暈會變大，但看不出其輪廓的分離。階段四的乳暈和乳頭已比乳房要高，產生突起。階段五的乳房已完全發育，乳暈可能會下降一點，但乳頭已較乳房輪廓要突起一點。

## 顏色
乳暈的顏色深淺是取決於色素，與性經驗的多寡並沒有直接的關係，傳統觀念裡認為性經驗較豐富的女性乳暈顏色就會比較深，這是毫無醫學根據的。
人類乳暈的顏色主要由兩種色素，褐黑素（eumelanin，啡色素）及优黑素（pheomelanin，紅色素）所組成，這兩種色素的數量將決定乳暈的顏色，但顏色的差異很大，由淺粉紅色到深啡色甚至偏黑色都有可能，且其顏色並不會對其哺乳功能有任何影響。比例上其顏色深淺和膚色成正比：淺色肌膚的乳暈顏色通常較淺，而深色肌膚的乳暈顏色相對較深，但常有例外。而乳暈的顏色亦會隨體內的荷爾蒙分泌而改變。睪酮就是其中一種，若體內睪酮偏低將會導致乳暈顏色較為暗沉且較無光澤（睪酮除了在男性體內存在外，在女性身上亦相對分泌，但數量明顯低於男性）。原因包括月經、正在服用藥品、外用的藥品塗抹及年齡等。當懷孕時，乳暈顏色會明顯轉深，在嬰兒出生後，部分母親的乳暈會回復原來的顏色，但情況同樣因人而異。

## 用途
乳暈顏色與乳房其餘部分不同的原因是其大約勾畫出乳腺導管的位置，人類成熟婦女的乳頭上有一定數量呈輻射狀排列的乳導管開口，餵奶時分泌乳汁。而乳暈上其他的開口是分泌油脂的腺體名為乳暈腺或蒙哥马利氏腺（Montgomery's glands），當嬰兒吸奶時為乳頭提供潤滑保護，這些開口稍微凸出乳暈表面，使其看來像「鵝皮」表面。